# ابن أميل
محمد بن أميل بن عبد الله بن أميل التميمي (القرن 3 و4 هـ) (القرن 9 و10)، عالم الكيمياء والحكيم. عاش في القرنين الثالث والرابع الهجريين (التاسع والعاشر الميلاديين). ولم تحدد الموسوعات أو كتب تاريخ العلوم عاما لميلاده أو لوفاته أو شيئا عن حياته بالرغم من الدراسات الغربية العديدة التي قامت على أعماله والكثير من الشروح على أعماله من العلماء العرب التالين له.
اهتم العلماء الغربيون المحدثون بأعمال وآراء عبد الله بن أميل، وذلك لجمعه بين الحكمة والكيمياء، فقد كان قصده من العمل الكيميائي إطالة الحياة، وتحويل المعادن الخسيسة إلى معادن شريفة وربط بين هذين العنصرين. فقد أراد عبد الله بن أميل أن يُنشط بالإكسير جسم الإنسان وأن يطهره ويصفيه من عوامل المرض والشيخوخة فتستقر حالته الصحية ويشعر بالنشاط والصفاء فيتخلص من جميع الشوائب. والعامل الذي يصفي جسم الإنسان يستطيع أيضا أن يصفي أجسام المعادن الخسيسة وينقلها إلى الصورة الدائمة التي لا تتبدل. تلك الصورة هي صورة الذهب .
ولعبد الله بن أميل قصيدة وضع فيها خلاصة خبرته في علم الكيمياء أسماها: القصيدة النونية وتدبير الحجر المكرم. وقد شرحها ابن أميل نفسه وغيره من العلماء. ومجموعة من القصائد على حروف الروي. وله كذلك قصيدة بائية في علم الصنعة.

## رسائله
لعبد الله بن أميل العديد من الرسائل والكتب الهامة ومنها: رسالة في الحجر المكرم ،وهي عبارة عن خمس رسائل تناول فيها الأحجار الكريمة بالدراسة والفحص.
ولعبد الله بن أميل مجموعة من الرسائل الكيميائية المرتبطة بالعلوم الأخرى مثل الطب والفلك ومنها:
- رسالة في البيان.
- الرسالة في معنى طبقات الحجر.
- رسالة على الجدول وهي رسالة في علاقة المعادن بالكواكب السبعة.
- رسالة في معنى التزويج.
- رسالة في معنى التركيب.
- رسالة في كيفية الإنسان. تناول فيها نظريته عن صفاء جسم الإنسان.
- رسالة الشمس إلى الهلال وهي رسالة تناولها الكثير من العلماء بالشرح.
- المباقل السبعة.

## من كتبه
- المفتاح في التدبير.
- مفتاح الكنوز وحل أشكال الرموز.
- مفتاح الحكمة العظمى.
- شرح الصور والأشكال.
- ميزان القمر وميزان الشمس.
- الماء الورقي والأرض النجمية.

وله مقالة ب عنوان: مقالة واضحة خالية عن الرمز في علم الصنعة الشريفة وهي مقالة سهلة الأسلوب وضع فيها مجمل خبرته بالكيمياء.